# Mistrzostwa Oceanii U-17 w Piłce Nożnej 2009
Młodzieżowe mistrzostwa Oceanii U-17 – turniej zorganizowany przez OFC trwający od 20 do 24 kwietnia w Nowej Zelandii.

## Drużyny
- Nowa Zelandia - gospodarz
- Tahiti
- Nowa Kaledonia
- Vanuatu

## Rozgrywki
Do jednej tabeli dostały się 4 najlepsze drużyny Australii i Oceanii, zwycięzca tabeli awansował do Mistrzostw Świata U-17 2009.

## Tabela końcowa
| Kraj           | Pkt. | Mecze | W | R | P | Br/+ | Br/- | +/- |
| -------------- | ---- | ----- | - | - | - | ---- | ---- | --- |
| Nowa Zelandia  | 9    | 3     | 3 | 0 | 0 | 7    | 0    | +7  |
| Tahiti         | 6    | 3     | 2 | 0 | 1 | 9    | 5    | +4  |
| Nowa Kaledonia | 3    | 3     | 1 | 0 | 2 | 3    | 7    | -4  |
| Vanuatu        | 0    | 3     | 0 | 0 | 3 | 1    | 8    | -7  |

## Strzelcy
3 gole
- Andrew Milne
- Heirarii Tevenae

2 gole
- Kaurani Voirin

1 gol
- Louis Manakeen
- Jules Patruel
- Stephane Wahaga
- Jamie Doris
- Jack Hobson-McVeigh
- Gordon Murie
- Zane Sole
- Raimana Dahlluin
- Hiva Kamoise
- Heitini Tupea
- Teaonui Tehau
- Moken Maltungtung